# Ivan Tsarévitch et le Loup gris 4
Série
Ivan Tsarévitch et le Loup gris 3
(2016)
Pour plus de détails, voir Fiche technique et Distribution.
Ivan Tsarévitch et le Loup gris 4 (Иван Царевич и Серый волк 4, Ivan Tsarevich i Seryy Volk 4) est un film d'animation russe de Constantin Feoktistov et Darina Schmidt, sorti en 2019.

## Synopsis
A la veille du printemps, Ivan Tsarevitch et le loup gris principaux apprennent qu'un concours mondial de chansons aura lieu dans le Treizième Royaume. Le roi a annoncé que le scientifique Cat se produirait depuis un royaume lointain. Ivan le Prince et ses amis vont essayer de l'aider, mais ils ne savent pas à quel point leurs rivaux seront dangereux...

## Fiche technique
- Titre original : Иван Царевич и Серый волк 4, Ivan Tsarevich i Seryy Volk 4
- Titre français : Ivan Tsarévitch et le Loup gris 4
- Réalisation : Constantin Feoktistov et Darina Schmidt
- Pays d'origine : Russie
- Format : Couleurs - 35 mm
- Genre : animation
- Durée : 75 minutes
- Date de sortie :
  - Russie : 26 décembre 2019

## Distribution

### Voix originales
- Nikita Efremov: Ivan
- Tatiana Bounina : Vassilissa
- Ivan Okhlobystine : le tsar
- Alexandre Boïarski : le loup gris
- Mikhaïl Boïarski : le chat
- Ravchana Kourkova : Adelaide Tchar

## Distinction
- 19e cérémonie des Aigles d'or : nomination pour l'Aigle d'or du meilleur film d'animation

## Films précédents
- 2011 : Ivan Tsarévitch et le Loup gris
- 2013 : Ivan Tsarévitch et le Loup gris 2 (ru)
- 2015 : Ivan Tsarévitch et le Loup gris 3 (ru)